# Червоний терор у Керчі
Червоний терор у Керчі — червоний терор, що проводився в Керчі з листопада 1920 по кінець 1921 років, після закінчення Громадянської війни у Криму.

## Попередній період
Хоча терор обрушився на Крим ще взимку 1917—1918 років, зробивши таким чином Крим першим місцем проведення масового червоного терору під час Громадянської війни, у низці міст Криму терору в той і наступний періоди панування на півострові більшовиків (весна 1919 року) вдалося уникнути. Найбільшим із таких міст була Керч, у якій більшовицьку владу з усіма її атрибутами часу (рада і ревком) було встановлено6 (19) января 1918 года. Очевидець подій згадував:
|  | Із вдячністю я згадую пана Кристі, ідейного більшовика, якого доля поставила на чолі більшовицької влади в Керчі. Інтелігентна людина, м'яка і лагідна, хоча - палкий і щирий послідовник більшовицьких ідей, але ворог усякого насильства, крові та страт, володіючи великою волею й характером, один тільки Крісті врятував Керч від різанини, яку багато разів поривалися влаштувати прийшлі матроси з негласного благословення Раддепу... |

## Події 1920—1921 років
Хоча 13-та армія, частини якої наступали на Керченському напрямі, 12 листопада 1920 року було розформована і злита з 4-ю армією, особливий відділ ВЧК 13-ї армії розформований не був і продовжував діяти. Саме трійка цього особливого відділу у складі голови Данишевського, членів Добродицького та Вронського, а також особливі відділи 4-ї та 6-ї армій РККА, за участю уповноважених представників «Кримської ударної групи» особливих відділів ВЧК Південного та Південно-Західного фронтів (Встановлено ім'я І. Коляєва (Габинський)) була відповідальна за проведення в Керчі та окрузі заходів щодо знищення реальних та уявних ворогів радянської влади, що залишилися на півострові після приходу туди Червоної армії.
Після опублікування Кримрівком Наказ № 4 від 17 листопада 1920 року про обов'язкову реєстрацію у триденний термін іноземців, осіб, які прибули до Криму в періоди відсутності там радянської влади, офіцерів, чиновників та солдатів армії Врангеля, у місті почалася реєстрація зазначених категорій громадян.
Один із небагатьох документів, доступних історикам, про діяльність «Кримської ударної групи» є саме щодо Керчі. Наказом уповноваженого Кримської ударної групи по місту Керчі Івана Данішевського, виданим 30 листопада 1920 року, «по місту Керчі та околицях» наказувалося:
|  | З метою обліку та реєстрації всіх осіб, які перебували на службі в білих арміях, наказую: усім будинковим комітетам, а де таких немає, домогосподарям і квартировласникам у 48-ми годинний термін подати в особливий пункт міста Керчі (Строгановська вулиця поруч із чоловічою гімназією) точні та детальні відомості про проживаючих у їхніх будинках осіб, які колись перебували в одній із білих армій, незалежно від займаної посади й чину, і які дотепер не зареєструвалися в особливих відділах. Тих, хто ухилиться від виконання цього наказу, розглядатимуть як зловмисників проти Робітничо-Селянської Республіки, і їх розстріляють. |

Історик Ішин звернув увагу на те, що покаранням за недоносництво був розстріл.
Як і по всьому Криму, трійки розглядали справи зареєстрованих та затриманих не індивідуально, а списково, десятками та сотнями людей в одному списку. Робилося це для прискорення процедури розгляду справ, що зводило нанівець шанси об'єктивного розгляду справ затриманих. Дослідник Абраменка, який вивчав закриті в спецхранах справи репресованих, наводить в приклад долю Сорокова Іван Олексійович, 1888 р. н., уродженця Бессарабської губернії, підпоручика, в 1917 році колишнього голови Керченського портового робітника комітету, страченого серед 174 осіб за списковим рішенням «трійки». До анкети І. Сорокова приколото клопотання великої групи портових робітників Керчі про його звільнення. У клопотанні робітники писали, що Сороков за керівництво робочим комітетом вже був засуджений білими до розстрілу, але робітники його відстояли; Нині ж, за «влади трудящих», робітники не сумніваються, що, враховуючи великий авторитет Сорокова серед Керченських робітників, вони не допустять його страти. Клопотання робітників на долю Сорокова не вплинуло — він, як і всі включені до списку, був страчений.
У січні 1921 року в Керчі було сформовано міську ЧК з правом винесення смертних вироків. У ній були нерідкі зловживання службовим становищем і навіть відверта кримінальність: побиття заарештованих, до страти було засуджено неповнолітнього. За ці порушення Кримська обласна надзвичайна комісія була змушена притягнути членів колегії Керченської ЧК до кримінальної відповідальності. Однак своїм товаришам по службі чекісти виносили порівняно м'які вироки — так, хтось Михайлов, член колегії Керченської ЧК, був засуджений до одного року в'язниці, а голову Керченської ЧК, Йосипа Камінського, визнаного винним у численних порушеннях «радянської законності» (розстріл неповнолітнього, побиття заарештованих), з урахуванням «колишніх заслуг перед революцією» був лише звільнений з посади.
У Керчі, як і по всьому Криму, розстріли проводилися як правило на околиці міста, в затишних місцях, які достеменно не встановлені. Але була й відмінність, яка зробила Керч щодо місць проведення страт 1920—1921 років унікальним містом — Сергій Мельгунов писав, що чекісти, іменуючи операцію зі винищення людей «десантом на Кубань», вивозили засуджених до смерті в морі на баржах і топили їх там.

## Оцінки кількості жертв
Точну кількість жертв терору визначити неможливо. В архівах виявлені поіменні списки засуджених до розстрілу, напевно, неповні, в яких числиться близько тисячі людей.

## Пам'ять
У листопаді 2010 року між міською в'язницею і кар'єром — тими місцями, де, як вважають краєзнавці, цілком могли відбуватися розстріли, на території храму апостола Андрія Первозванного напередодні 90-річчя виходу з Криму Російської армії та початку червоного терору було встановлено кенотаф «Пам'яті жертв червоного терору в Керчі. 1920—1921». Хрест було встановлено стараннями Керченського союзу монархістів з ініціативи віце-президента російського «МедіаСоюзу» Олени Зелінської з благословення митрополита Сімферопольського та Кримського Лазаря коштом Благодійного фонду преподобного Серафима Саровського та Благодійного фонду «Участь». Предок О. Зеленської — полковник Російської армії Г. Магдебург — був розстріляний в Керчі в числі інших, які здалисяя на милість переможців, у листопаді 1920 року.
Пам'ятник виконаний у вигляді чорного граніту 6-кінцевого хреста, з покладеним на нього терновим вінцем, створеним на кшталт знака Першого Кубанського Крижаного походу. Хрест поставлений на таку ж чорну гранітну основу, на якій висічено біблійний напис з історії про перше людиногубство, причиною якого стала засліплююча заздрість: «І сказав Господь Каїну: де Авель, брат твій? …голос крові брата твого кричить до Мене від землі».